# Tabar Zin

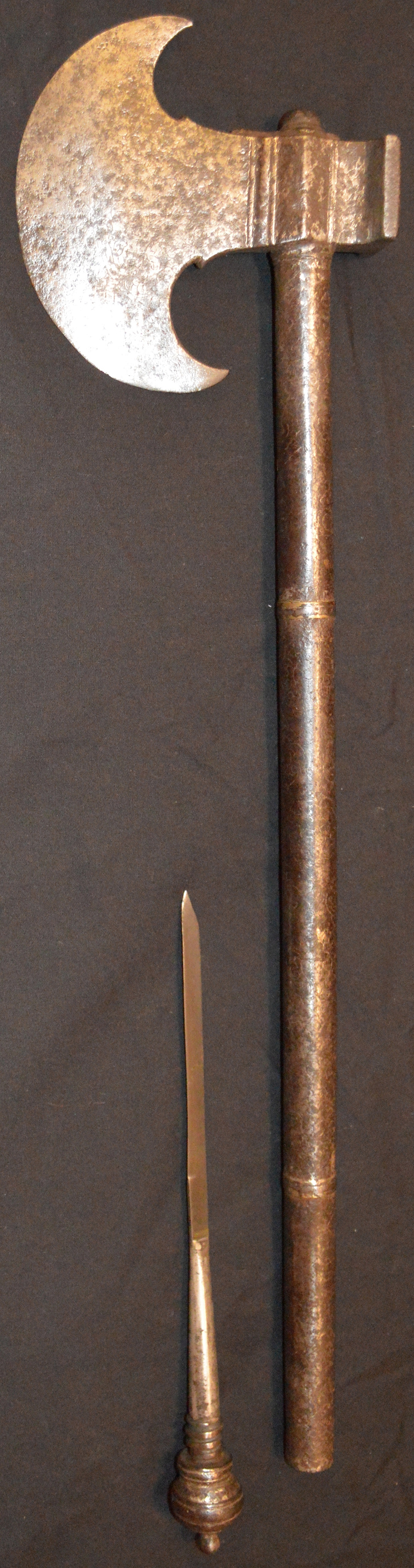
Indien tabar zin

Die Tabar Zin oder tabar-i-zin (auch Tabarzin oder Tabarzine; teils als „Sattelkriegsbeil“ übersetzt) ist eine traditionelle Streitaxt in Persien und Indien, welche hauptsächlich von der Kavallerie verwendet wurde. Sie hat eine oder zwei halbmondförmige Klingen, manchmal auch, ähnlich einer Hellebarde, einen scharfen Stachel gegenüber dem Axtblatt. Die lange Form der Tabar war über zwei Meter lang, während kürzere Versionen weniger als einen Meter maßen.

Emblem eins Sufi-Ordens

Die Tabar war einst Waffe religiöser Krieger (Ghazi) und wurde von mit dem Sufismus verbundenen Ritterorden und den Derwischen übernommen. Sie wird heute noch als symbolische Waffe von wandernden Derwischen als Symbol geistiger Kampfbereitschaft getragen.
Der Name Tabar Zin hat in der heutigen Bedeutung Tabar / „Axt“ und Zin / „Gemächt“ (etwa beim Pferd), einige Quellen führen jedoch Zin auf Zar zurück, dem alten Wort für „Krieg“.